# 索亚诺德拉戈
索亚诺德拉戈（義大利語：Soiano del Lago），是意大利布雷西亚省的一个市镇。总面积5平方公里，人口1854人，人口密度370.8人/平方公里（2009年）。国家统计（ISTAT）代码为017180。